# Renault Talisman
Renault Talisman este o mașină de familie mare fabricată de producătorul francez de automobile Renault din 2015. Acesta înlocuiește Renault Laguna, precum și Renault Latitude.